# Gott mit uns

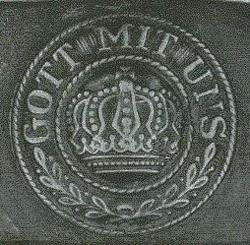
Gott mit uns en la hebilla del cinturón de un soldado alemán de la Primera Guerra Mundial.

Gott mit uns "Estandarte de Su Majestad el Kaiser Alemán".

Gott mit uns (en español: Dios con nosotros) fue el lema nacional del Reino de Prusia desde 1701 hasta la Unificación alemana, y del Imperio alemán desde 1871 hasta 1918. Después del colapso del imperio fue usado por el Reichswehr de la República de Weimar y por la Wehrmacht del Tercer Reich. Las fuerzas policiales de la Alemania Occidental utilizaron el lema hasta la década de 1970.

## Origen
La frase Gott mit uns se remonta a la traducción que hizo Lutero del nombre hebreo Immanuel (עִמָּנוּאֵל), un epíteto de Jesús. Alude al anuncio de salvación del profeta Isaías para el rey Acaz de Judea en el año 733 a. C. (Isaías 7:14 (LUT), etc.), que fue interpretado mesiánicamente y fue retomado en el Nuevo Testamento cuando el Señor proclamó a José (Mateo 1:23 (LUT)). La frase “Dios esté con nosotros” se encontró anteriormente en el discurso del rey Salomón en la consagración del templo en el sentido de una petición de ayuda de Dios (1 Reyes 8:57 (LUT)). En un contexto militar, el dicho “Dios está con nosotros” aparece por primera vez en el libro de Judit (Judit 13:11), que, por supuesto, no forma parte del canon de las Sagradas Escrituras en el mundo protestante.

## Historia
Nobiscum Deus (Dios con nosotros) fue el grito de guerra en la época tardía del Imperio Romano y del Imperio Bizantino, así como de la Orden Teutónica.
Asimismo fue uno de los lemas del rey sueco, Gustavo II Adolfo, y el grito de guerra de su ejército. Desde la guerra de los Treinta Años el lema fue adoptado por la Unión de Brandeburgo-Prusia, que posteriormente formaría el Estado prusiano.
En el Monumento a la Batalla de las Naciones (en alemán Völkerschlachtdenkmal) de Leipzig aparece encima de la figura del arcángel Miguel.

Gott mit uns en el escudo de armas del Estado Libre de Prusia, utilizado entre 1933 y 1935.

Durante la Segunda Guerra Mundial, los soldados de la Wehrmacht llevaban el lema en sus hebillas, mientras que en las de los miembros de las Waffen-SS se leía en cambio «Meine Ehre heißt Treue» ('Mi honor se llama lealtad').

## Enlaces externos

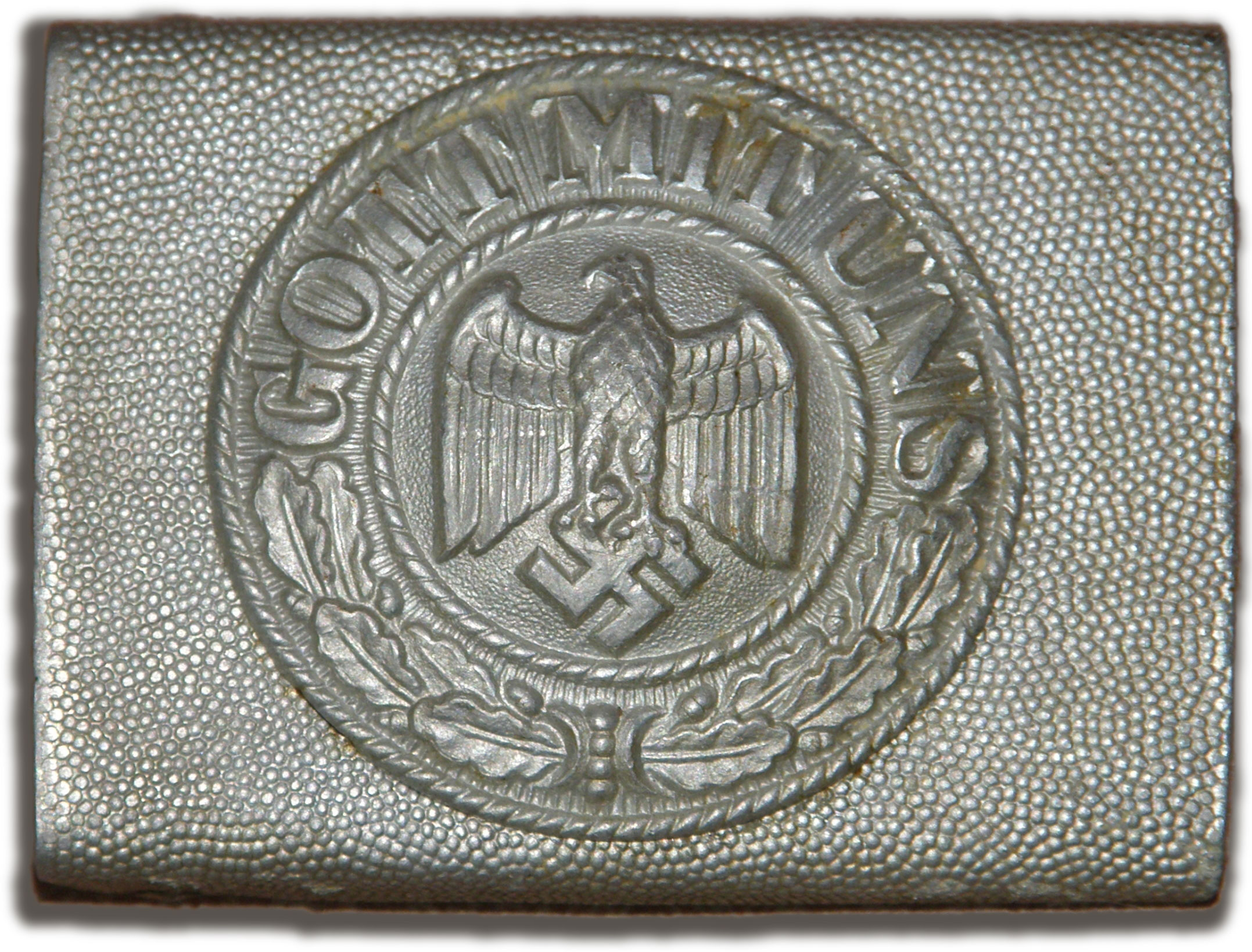
Gott mit uns en la hebilla del cinturón de un soldado alemán de la Segunda Guerra Mundial.